# Glashütte (Kreuth)

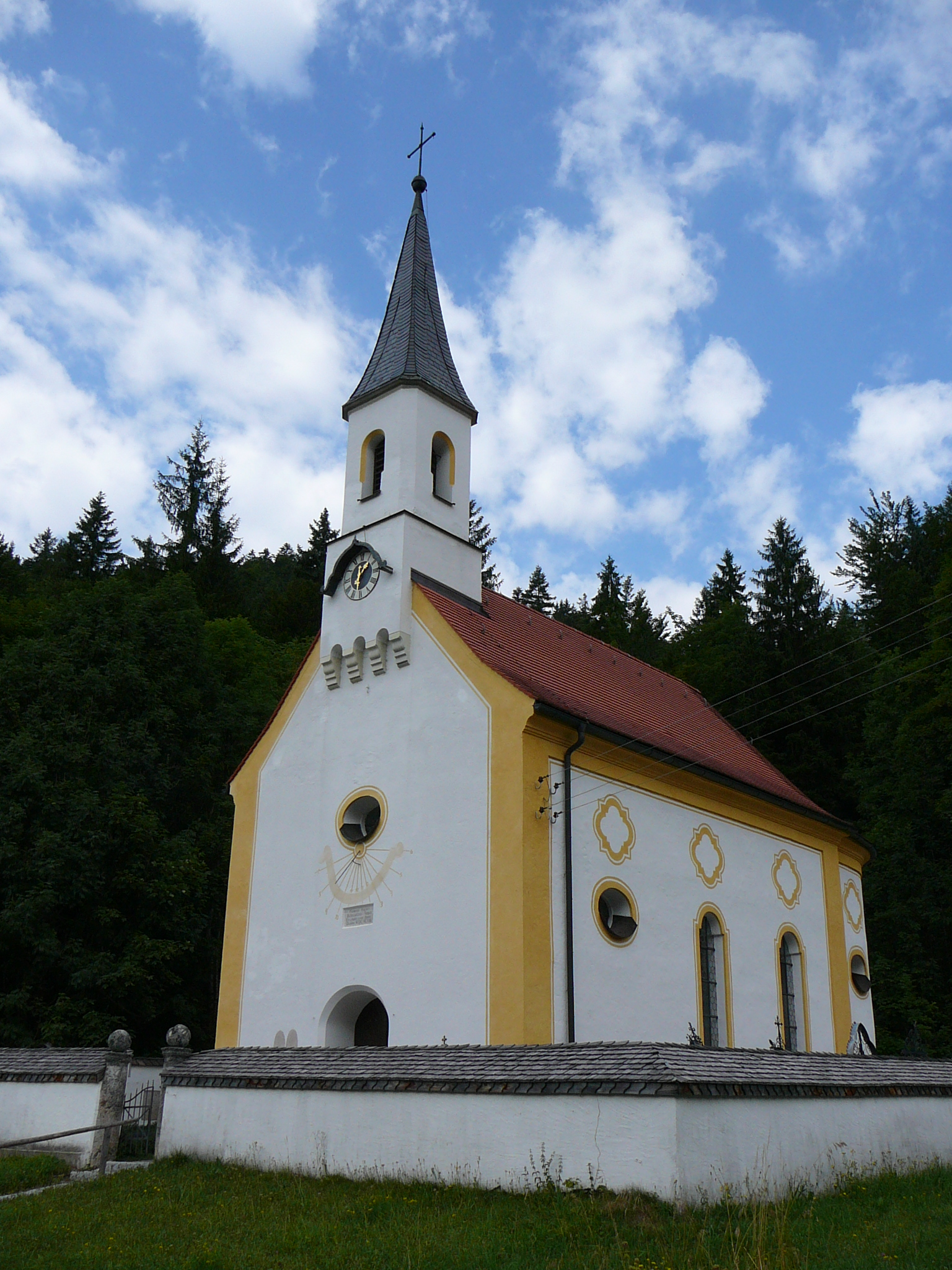
Kirche Mariä Heimsuchung

 Glashütte ist ein Gemeindeteil der Gemeinde Kreuth im oberbayerischen Landkreis Miesbach.

## Geschichte
Im Jahr 1673 wurde das Kirchdorf erstmals urkundlich erwähnt, damals jedoch unter dem Namen „Sylva“, also „im Wald“. Seinen heutigen Namen erhielt sie, weil von 1688 bis 1698 dort eine Glashütte betrieben wurde. Nach einem Brand in diesem Jahr wurde sie nicht wieder aufgebaut. Jedoch wurde ein Wirtshaus errichtet und kurz darauf auch die Kirche Mariä Heimsuchung. In dem Ort gibt es drei weitere in die Denkmalliste eingetragene Objekte.